# Teiji Takagi
Pour les articles homonymes, voir Takagi (homonymie).
Teiji Takagi (高木 貞治, Takagi Teiji), né le 21 avril 1875 près de Gifu et mort le 28 février 1960 à Tokyo, est un mathématicien japonais, connu pour avoir prouvé le théorème d'existence de Takagi en théorie des corps de classes.

## Biographie
Il est né dans la région montagneuse et rurale du Gifu, au Japon. Il a commencé à étudier les mathématiques en middle school (qui correspond au collège en France), en lisant des textes en anglais vu qu'il n'y en avait aucun en japonais. Après avoir été dans une high school (qui correspond au lycée), il a continué à l'université de Tokyo, l'unique université japonaise à l'époque, où il a étudié les mathématiques à partir de textes européens classiques tels que Salmon's Algebra (l'algèbre de Salmon) et Weber's Lehrbuch der Algebra (Le livre d'apprentissage de l'algèbre de Weber). 
Il a travaillé entre autres avec David Hilbert à l'université de Göttingen.  
À côté de son travail en théorie algébrique des nombres, il a écrit un grand nombre de livres en ce qui concerne les mathématiques et notamment en géométrie. Pendant la Seconde Guerre mondiale il a travaillé sur les systèmes de chiffrement japonais. Il a également travaillé sur la théorie des corps de classes, notamment sur le théorème d'existence de Takagi.
Teiji Takagi est considéré par les mathématiciens japonais comme le fondateur de l'école japonaise de mathématiques modernes.